# Freeman, Missouri
Freeman är en ort i Cass County i delstaten Missouri, USA.